# Freddy Gomez
Pour les articles homonymes, voir Gomez.
Freddy Gomez, né en 1950, est un historien de formation, correcteur d'imprimerie, militant syndicaliste libertaire et éditeur libertaire français.
Fils de l’exilé anarcho-syndicaliste espagnol Fernando Gómez Peláez, il participe depuis plusieurs décennies à la mouvance libertaire.
En 2001, il fonde et anime avec Monica Gruszka, la « Revue de critique bibliographique et d'histoire du mouvement libertaire », À contretemps, qui est, selon Philippe Pelletier, « pour beaucoup la meilleure revue anarchiste en langue française ».
Il se réclame d’un « anarchisme hétérodoxe » et publie en 2015, Éclats d’anarchie, où il évoque ses  diverses aventures éditoriales, humaines, militantes et syndicales, en France et en Espagne.

## Biographie

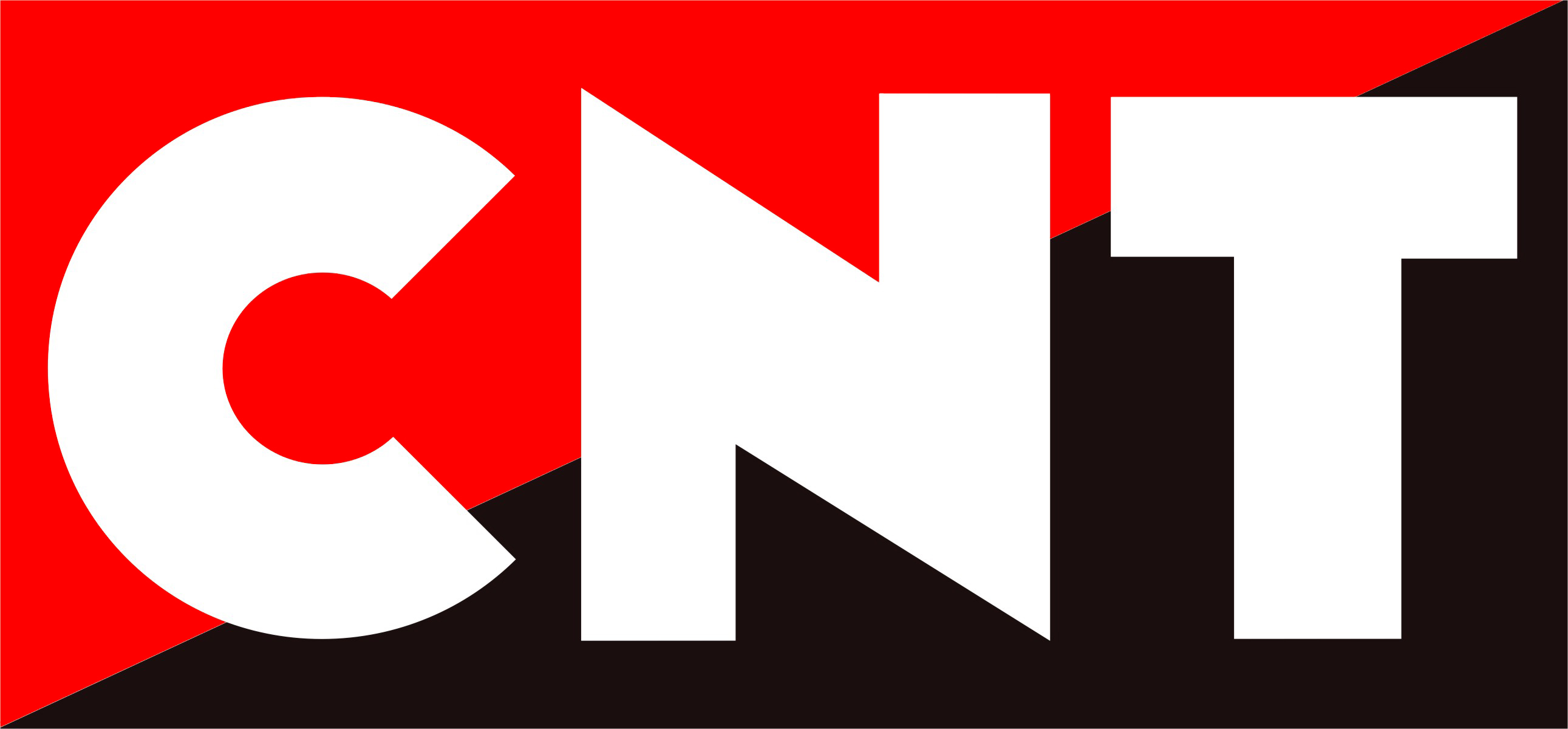
Le logo de la Confederación Nacional del Trabajo.

Il est le fils de Fernando Gómez Peláez, journaliste et correcteur, anarcho-syndicaliste espagnol, militant du mouvement libertaire et de la Confédération nationale du travail,.
En Mai 68, il est actif dans un comité d’action lycéen.
Tout jeune, il fréquente les militants de la Confédération nationale du travail en exil à Paris.
Il participe à la revue Frente Libertario animée par son père entre 1970 et 1977, en réponse à la crise de la CNT. Ce courant dissident suivait les nouvelles aspirations libertaires et antiautoritaires de la jeunesse espagnole. Il collabore à la revue Cuadernos de Ruedo ibérico.
Il est, à cette époque, un témoin engagé dans la reconstruction puis l’implosion de la Confederación Nacional del Trabajo en Espagne entre 1976 et 1979.
Archiviste, il filme dès 1976, aux côtés de l’Italien Paolo Gobetti (le fils du grand intellectuel libéral antifasciste Piero Gobetti), des entretiens avec des survivants de la guerre civile espagnole.
Il est membre du syndicat des correcteurs de la Confédération générale du travail (CGT).
En 2001, il fonde la revue À contretemps, consacrée à une histoire critique de l’anarchisme, il s’intéresse « aux hétérodoxes, aux francs-tireurs, aux inclassables, et même aux énergumènes de l’anarchie ».
En 2018, il publie Dédicaces : un exil libertaire espagnol (1939-1975). Hommage aux anarchistes espagnols en exil à Paris, son personnage de fiction Cristobal Bárcena participe à la Retirada et à Mai 68. Les personnages qu’il croise Federica Montseny, Fernando Gómez (le père de l'auteur), Antonio Téllez, Georges Brassens, Armand Robin, José Peirats, Tomás Ibáñez sont eux, bien réels[style à revoir].

## Publications
- D’une Espagne rouge et noire. Entretiens avec Diego Abad de Santillán, Felix Carrasquer, Juan García Oliver, José Peirats, Éditions du Monde libertaire, 2009[13].
- Éclats d’anarchie. Passage de mémoire. Conversations avec Guillaume Goutte, Rue des Cascades, 2015, (OCLC 915328133)[14].
- Dédicaces : un exil libertaire espagnol (1939-1975), Rue des Cascades, 2018.

### Contributions à des ouvrages collectifs
- Réflexions intempestives sur un avenir incertain, in Quand les chemins se multiplient, l’anarchie n’est pas loin !, Atelier de création libertaire, 2002,  (ISBN 2-905691-80-8)[15].
- Clément Magnier, Entretien avec Freddy Gomez in Cipriano Mera Sanz, 1897-1975 : de la guerre à l’exil, Éditions CNT-RP, 2011[16].
- Collectif (s/d), L'écriture et la Vie - Trois Écrivains de l'éveil libertaire : Stig Dagerman, Georges Navel, Armand Robin, Éditions Libertaires, 2011[17].

### Préface
- José Peirats, Une révolution pour horizon : les anarcho-syndicalistes espagnols, 1869-1939, Éditions CNT-RP & Libertalia, 2013, (OCLC 867038157), (BNF 43795301).
- Pierre Ansart, préf. Freddy Gomez, Naissance de l'anarchisme[18], L'Échappée, mars 2025, 384 pages,  (ISBN 9782373091700), présentation éditeur.

### Postfaces
- Lou Marin, Albert Camus et les libertaires : 1948-1960, Marseille, Égrégores éditions, 2008,  (ISBN 978-2-9523819-4-9)[19].
- Juan García Oliver, L’Écho des pas, Toulouse, Éditions du Coquelicot, 2014[20].
- Lou Marin, Albert Camus. Écrits libertaires : (1948-1960), Égrégores éditions & Indigène éditions, 2013, extraits en ligne.

### Articles
- Dans À contretemps, bulletin de critique bibliographique, lire en ligne.
  - La folle épopée d’Antonio Ortiz, no 5, novembre 2001, lire en ligne.
  - La pensée libre de Luce Fabbri, no 9, septembre 2002, lire en ligne.
  - Jacky Toublet militant anarchosyndicaliste - Les années de formation, no 9, septembre 2002, lire en ligne.
  - Un entretien avec Juan García Oliver, no 17, juillet 2004, lire en ligne.
- César M. Lorenzo - Le mouvement anarchiste en Espagne, Le Monde libertaire, no 1446, 14 septembre 2006, lire en ligne.
- Les enfants perdus de Budapest, Le Monde libertaire, no 1456, 23 novembre 2006, lire en ligne.
- L’exil libertaire espagnol, Association 24 août 1944, 29 octobre 2014, lire en ligne.

## Sources
- Serge Audier, Anarchie vaincra (sur le papier), Le Monde, 3 juin 2015, lire en ligne.
- Pierre Sommermeyer, Exploration du parcours d’un anarchiste hétérodoxe, Le Monde libertaire, no 1777, 4 juin 2015, lire en ligne.
- Nicolas Norrito, « ¡ Aqui estamos de nuevo ! », CQFD, no 133, juin 2015, lire en ligne.
- Jean-Luc Debry, Éclats d’anarchie, passage de mémoire, Divergences, no 42, juillet 2015, lire en ligne.
- Charles Jacquier, Éclats d’anarchie. Passage de mémoire, Le Monde diplomatique, août 2015, lire en ligne.
- Guillaume Davranche, Freddy Gomez « Éclats d’anarchie », Alternative libertaire, 23 septembre 2015, lire en ligne.
- Sauce piquante, « Des éclats d’anarchie », sur Blog des correcteurs du Monde, 19 décembre 2015.

## Notices
- Centre international de recherches sur l'anarchisme (Lausanne) : notice bibliographique.
- Centre international de recherches sur l'anarchisme (Marseille) : notice.
- Catalogue général des éditions et collections anarchistes francophones : notice bibliographique.
- Les auteurs du Monde libertaire : Freddy Gomez.
- (en) Kate Sharpley Library : notice.